# Чембра-Лізіньяго
Чембра-Лізіньяго (італ. Cembra Lisignago) — муніципалітет в Італії, у регіоні Трентіно-Альто-Адідже,  провінція Тренто. Муніципалітет утворено 1 січня 2016 року шляхом об'єднання муніципалітетів Чембра та Лізіньяго.
Чембра-Лізіньяго розташоване на відстані близько 490 км на північ від Рима, 16 км на північний схід від Тренто.
Населення — 2377 осіб (2015).
Щорічний фестиваль відбувається 16 серпня. Покровитель — святий Рох.

## Демографія
Населення за роками:

## Сусідні муніципалітети
- Альб'яно
- Альтавалле
- Джово
- Лона-Лазес
- Салорно
- Сегонцано